# Veijo Meri
Veijo Väinö Valvo Meri (Vyborg, 31 dicembre 1928 – Helsinki, 21 giugno 2015) è stato uno scrittore finlandese.
La gran parte delle sue opere si focalizza sulla guerra e sulle sue assurdità, con messaggio pacifista intriso di humour nero. Diplomatosi ad Hämeenlinna, si specializzò in Storia e diventò scrittore di professione.
Esordì nel 1957 con La corda di Manila, seguito da Pari e patta (1961) e Il figlio del sergente (1971), grazie al quale vinse il Premio del Concilio di Letteratura nordica.
Fu inoltre poeta, saggista e drammaturgo.
Morì il mattino del 21 giugno 2015 all'età di 86 anni dopo una lunga malattia.